# Sundiata Keïta

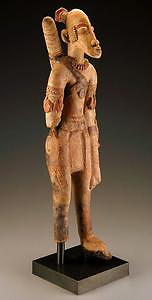
Figura de terracota pertanyent a l'Imperi de Mali (segles XIII-XV).

Sundiata Keïta, Sundjata Keyita, Mari Djata I o Sundiata (Niani, 1190 - 1255) va ser el fundador de l'Imperi de Mali. La seva vida es coneix per l'epopeia explicada de generació en generació.
Manding-Diara, Sogolon Yata, Nare Magan Yata, Sogo Sogo Simbon Salaba o simplement Sunjata Keita va ser un príncep guerrer mandinga que va viure des de finals del segle xii fins a mitjans del segle xiii i que va conquerir una gran quantitat de territoris de la zona del centre-oest d'Àfrica que va unificar en el que més endavant es va conèixer com l'Imperi de Mali. Sabem la seva història a través d'una epopeia que ha estat transmesa oralment i que conté com totes les llegendes parts reals i parts exagerades així com elements fantàstics. És conegut per la tradició oral com l'últim gran conqueridor o el setè conqueridor sent el sisè Alexandre el Gran.